# 列斯聯足球會
列斯聯足球會是一家位於英格蘭西约克郡利茲的足球俱樂部，目前比赛于英格兰足球冠军联赛。其主場為艾蘭路球場。列斯聯的前身是成立於1904年的列斯城，後來於1919年列斯聯正式承繼列斯城至今。
1970年代前，列斯聯一直以來只能在甲乙組間徘徊，不過球會在名宿唐·李維帶領下，培育了不少名留青史的名將，十三年間取得兩次甲組聯賽冠軍、一次足總杯冠軍、一次聯賽盃冠軍、兩次國際城市博覽會杯冠軍、一次乙組聯賽冠軍和一次慈善盾，然而在唐·李維離任後，列斯聯開始步入衰退。在1990年代，列斯聯的狀態有所回勇，於1991/92球季取得最後一屆甲組聯賽冠軍。
2000/01球季，列斯聯在歐聯先後擊敗了拉素和AC米蘭等球會，不過最終在四強敗給華倫西亞。2003/04球季，列斯聯降到英冠。2006/07球季，列斯聯的成績每況愈下，最終在當季結束前申請債務重組，還被英足總判罰扣減10分而導致排名跌至榜末並降級。由于财务问题，2007/08球季開賽前，列斯聯被罚掉15分，然而球會在英甲表現出色，並取得附加賽資格，然而最終敗給唐卡士打而無緣升班。2008/09球季，列斯聯再次在附加賽失利而失落升班資格。2009/10球季，列斯聯事隔三年後重返英冠。
2019/20年度球季，列斯聯以93分取得英冠聯賽冠軍，相隔16年重返英超。列斯聯之後在英超作賽三季，在2022/23年度球季只得英超十九名，回降至英冠。
2023/24，里茲聯取得英冠第三名，但附加賽決賽不敵南安普頓無緣升級。2024/25，里茲聯提前兩輪鎖定直升英超席次，最終拿下100分和英冠冠軍。

## 歷史
成立初期
列斯聯的前身列斯城成立於1904年，後來列斯城因非法付款醜聞，在1919年倒閉後解散。列斯城解散不久後，列斯聯在1919年10月17日成立並取而代之，首任領隊為迪·維。球會成立初期一直在甲組和乙組之間徘徊，雖然球會在1923/24球季奪得乙組聯賽冠軍。不過，球會最終在1926/27球季降落乙組聯賽，自球會在1930/31球季降級後，接下來的1931/32球季，球會卻又重返甲組聯賽，在1932/33球季和1933/34球季分別位列第8名和第9名。第二次世界大戰期間，英國陸軍部強行徵用艾蘭路球場，而球隊只能在每週六踢球兩小時而已。吉姆·特伍梅（Jim Twomey）和諾埃爾·沃頓（Noel Wharton）則被徵召入伍。1940/41球季，球員是否可用變得難以預料，球會倚靠客席球員賓福特的萊恩·湯森（Len Townsend）進攻，最終球季結束後36隊中排第15。1941/42球季，聯賽分為聖誕節前後兩部份，最終球會只能在38隊中名列26位，在聯賽第二部分則因為未有完成而22位不入。1942/43球季，球會成績一落千丈，分別在48隊中位列43及47位。1943/44球季，球會成績稍為轉好，分別在50隊中排第27和35位。1944/45球季，球會表現中規中矩，在54隊中名列22位及在60隊中排32位。1945/46球季，二戰結束，列斯聯的英格蘭國腳埃里克·斯蒂芬森（Eric Stephenson）、學徒球員萊斯利·湯普森（Leslie Thompson）和愛爾蘭球員羅伯特·蒙哥馬利（Robert Montgomery）均戰死。客席球員哈里·戈斯林（Harry Goslin）等亦在戰爭中喪生。列斯聯在戰後第一個球季(1946-47年度)只位列甲組聯賽榜末，降級至乙組聯賽，至1956年才回升甲組聯賽，但至1960年再次降班。直至唐·李維上任後，球會情況才有相當顯著的改善。
全盛時期
1961年3月，唐·李維出任球員兼領隊，大刀闊斧進行改革，並開創了列斯聯的第一個盛世，在唐·李維帶領下，球隊於1964年重返甲組聯賽，更培育了不少名留青史的名將，例如積·查爾頓、彼得·羅利馬和尊尼·基路士等等，在唐·李維帶領列斯聯13年間，列斯聯取得兩次甲組聯賽冠軍、一次足總杯冠軍、一次聯賽盃冠軍、兩次國際城市博覽會杯冠軍、一次乙組聯賽冠軍和一次慈善盾，他亦帶領球會三次打進足總杯決賽、兩次打進足總杯四強、一次打進歐洲博覽會杯決賽、兩次打進國際城市博覽會杯四強、一次打進歐聯決賽和一次打進歐聯四強。球會在其帶領下亦先後五次奪得甲組聯賽亞軍，一次第3名和兩次第4名，另外，唐·李維所帶領球員，大多成為他們自己國家的国家队的成員。在1970年，列斯聯所有的20名球員中，一共有17名球員是國腳。
恢復時期
唐·李維轉為任教英格蘭後，球會實力開始減弱，可幸的是在1974年10月，前英格蘭隊長占美·岩菲路接任成為新領隊，他先後引入了法蘭·格雷、哥頓·麥昆和祖·佐敦等球員，他在任期間為列斯聯取得歐聯亞軍。風光過後，球會接著十多年沒有得到任何獎盃，直到侯活·韋健遜的出現才有所改變，在他領軍的八年間（1988-96），他引入了哥頓·史特根、加利·史必、加利·麥亞里士打和艾力·簡東拿等球員，並成功奪得最後一屆甲組聯賽冠軍，而成為英超創始成員，他在任期間為球會分別各取得一次乙組聯賽冠軍、甲組聯賽冠軍和慈善盾。
青年軍時期

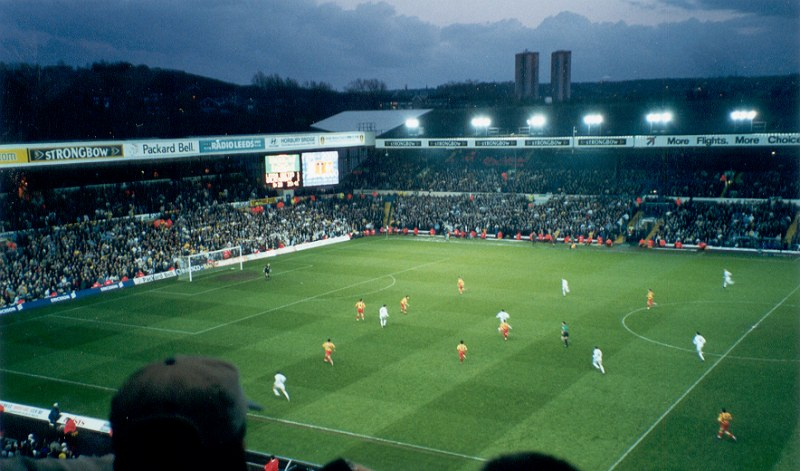
利兹联队在2000年欧洲联盟杯赛事中和加拉塔萨雷队的比赛

隨後，前阿仙奴領隊佐治·格拉咸接任成為列斯聯領隊，並羅致了射手占美·弗洛伊德·哈索賓基和提拔了年青球員哈利·基維爾，使球會取得短暫的成功，不過佐治·格拉咸卻於此時轉投了熱刺。此後，領隊一職務由大衛·奧拉利接手，他非常重用莊拿芬·活基治、阿倫·史密夫、哈利·基維爾和伊恩·夏迪等年青球員。1998/99球季，列斯聯憑著年青活力於該季排名第4。這些青訓出身的球員在現今球壇亦能獨當一面。他帶領列斯聯闖進了歐協盃四強，場內對手是加拉塔沙雷，最終球會以0-2敗陣。場外則發生了不幸事件，兩名列斯聯球迷基斯杜化·洛德（Christopher Loftus）和奇雲·史匹特（ Kevin Speight）在賽前遭人刺殺。球會其後在主場亦只能賽和對手，而未能晉級。每當刺殺事件接近一週年時，列斯聯便會在賽前默哀一分鐘。2000/01球季，列斯聯在歐聯先後擊敗拉素和AC米蘭等對手，不過最終在四強戰敗給華倫西亞。該季列斯聯僅取得第4名，因而失去下季歐聯資格。大衛·奧拉利其後引入了羅比·科拿，雖然球會最終只能位列第5位，但其實列斯聯一度在1月1日時佔據著榜首位置，不過由於球會後來將里奧·費迪南售予曼聯，以及需要兼顧盃賽的情況之下，因而無緣奪得英超冠軍。
沉淪時期
泰利·雲拿保斯成為當時經已因先前大事擴軍而變得負債累累的列斯聯領隊。為了減輕負債，他先後出售了羅比·堅尼、羅比·科拿和莊拿芬·活基治等主力球員，但由於泰利·雲拿保斯曾向當時的列斯聯主席承諾不會出售球員，結果，彼得·列特接替了其職務，當時球會正處於降班邊緣，幸球會在倒數第二輪以3-2擊敗阿仙奴，才免受降班的厄運。2003年，哈利·基維爾被出售到利物浦。2003/04球季，在彼得·列特帶領下的列斯聯於頭12場賽事僅取得8分，他在列斯聯大敗予樸茨茅夫1-6後被會方解僱。前任領隊艾迪·格雷代理領隊職務直至球季結束。2003/04球季，球會無可避免地降落英冠，艾迪·格雷的位置被奇雲·布力維爾取代。該季結束後，球會為了減輕負債，將保羅·羅賓遜、多明尼·馬迪奧、馬克·維杜卡和阿倫·史密夫等球員和主場艾蘭路球場出售。
殞落時期

2005年1月21日，肯·碧斯買入了50%的列斯聯股份，而成為了球隊的新主席。肯·碧斯的注資暫時解決了球會的燃眉之急。肯·碧斯曾經是三間球會的主席，較為人熟知的是車路士。為了進一步解決球會的財政問題，奇雲·布力維爾被逼將艾朗·連儂等有實力的球員賣出，只能以大量借用球員作為主力，最終球會在2004/05球季位列英冠中游。

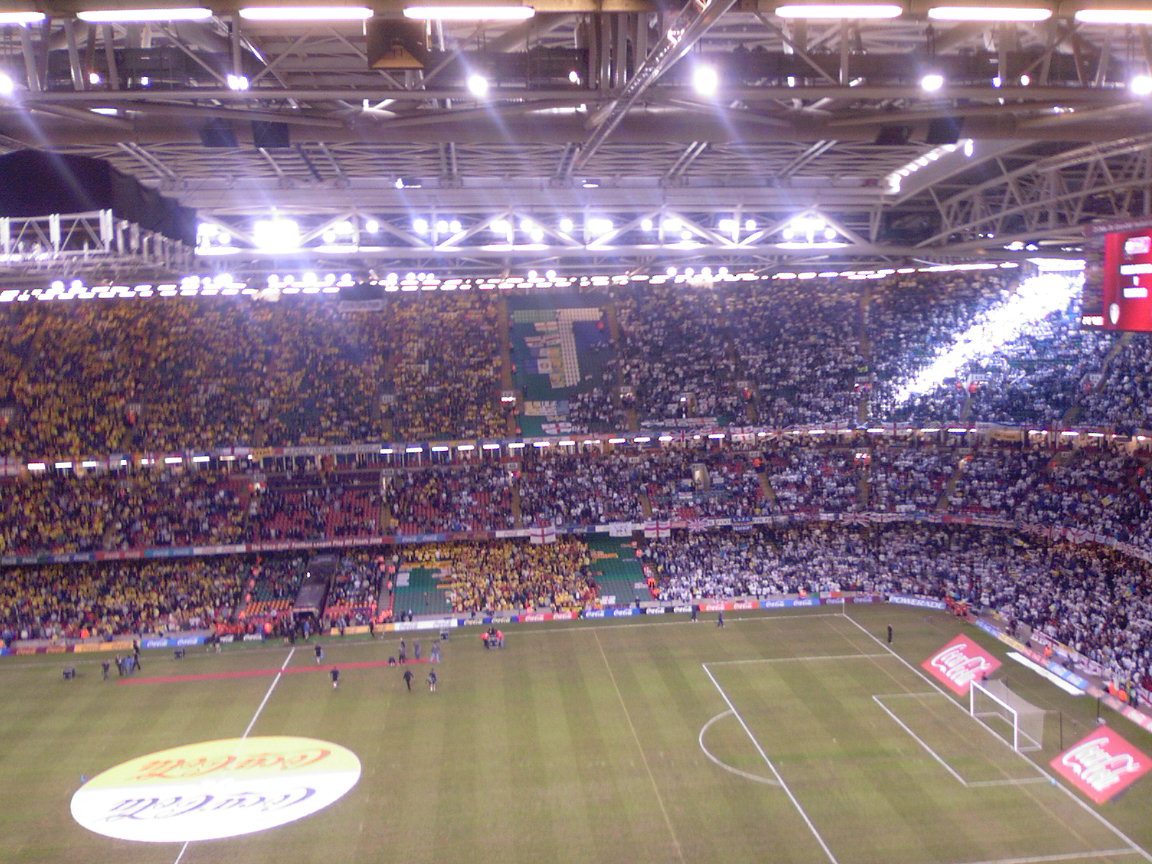
列斯聯在2005/06球季附加賽決賽中對陣屈福特的賽事

2005/06球季，球會經過一番重整後成功取得附加賽資格，雖然擊敗了其中一個競爭對手普雷斯頓，但最終敗給屈福特而無緣升班。2006年9月20日，奇雲·布力維爾被解約。約翰·卡佛暫代了其職位，及後大衛·吉蒂斯又取代了其職位。10月25日，丹尼斯·韋斯正式成為列斯聯的領隊。不過該季打進附加賽的列斯聯，下季卻要落得降班收場，丹尼斯·韋斯雖然借用了阿倫·湯臣和托雷·安德烈·費奧，但作用不大，最終球會需要進行債務重組後，被足總扣減10分後，黯然降落英甲。降班英甲後，球會重新振作，在2007年8月7日，列斯聯正式買入阿倫·湯臣和托雷·安德列·費奧等經驗豐富的球員，並買入丹麥門將卡斯柏·安卡格連和前英格蘭U21國腳大衛·普頓等球員。阿倫·湯臣則被丹尼斯·韋斯任命為隊長。列斯聯的第一場英甲賽事憑特里索·簡度在89分鐘的入球以2-1的比分擊敗燦美爾，接下來的六場錄得全勝，追平了34年前在1973/74球季所創的紀錄。丹尼斯·韋斯分別在2007年8月和2007年9月成為每月最佳領隊。然而，丹尼斯·韋斯卻在此刻轉投紐卡素出任足球總監。加利·麥亞里士打接替丹尼斯·韋斯的職位。在加利·麥亞里士打帶領下，球會確認了附加賽資格，不過最終敗給唐卡士打而升班失敗。2008年12月21日，列斯聯在足總杯第二回合不敵業餘球隊希斯頓後，加利·麥亞里士打便被會方解僱。兩日後，原黑池領隊西蒙·加利臣上任列斯聯領隊。其後，列斯聯曾經在八場主場賽事中，先後擊敗彼德堡、米禾爾和米爾頓凱恩斯等隊伍，並締造了主場9連勝的紀錄，並連續13場不敗。然而，球會在2008/09球季附加賽再次失利而失落升班資格。
復興時期
2009/10球季，列斯聯開季成績出色，於2009年9月5日主場以2-0的比分擊敗史托港後，同時締造兩項紀錄，包括8連勝及跨季主場14連勝，在聯賽6戰全勝僅以得失球差不及查爾頓而排於第二位；聯賽盃方面，列斯聯以0-1的比分不敵利物浦而出局。列斯聯在足總盃第三圈遇上了老對手曼聯。2010年1月3日，球會在奧脫福球場以1-0的比分擊敗對手，這是列斯聯自1981年以來首次在奧脫福獲勝，亦是亞歷斯·費格遜擔任曼聯領隊以來首次在足總盃第三圈出局，與此同時亦是他帶領曼聯以來首次在足總盃敗給低組別球隊，列斯聯在足總盃第四圈的對手是熱刺。1月19日，球會在英錦標北部決賽首回合於主場以1-2的比分不敵卡素爾。1月22日，列斯聯在白鹿徑球場對熱刺的足總盃賽事中兩度落後，最終憑謝美伊·碧福特梅開二度以2-2的比分逼和對手。2月3日，球會在艾蘭路球場迎戰熱刺的足總盃第四圈重賽賽事中以1-3的比分不敵對手而出局。2月9日，列斯聯在英錦標北部決賽次回合以3-2的比分勝出，兩回合總計4-4平手，最終球會在互射十二碼階段以5-6的比分而出局。5月8日，列斯聯在主場對布里斯托流浪的煞科戰中，雖然有麥斯·格拉度於34分鐘被逐並落後一球，不過憑籍莊拿芬·侯臣和謝美伊·碧福特的入球以2-1的比分反勝對手，並且取得來季直接升班英冠的資格。
2010/11球季，列斯聯雖然在揭幕戰以1-2的比分不敵打比郡，但在三天後卻於聯賽盃以4-0的比分將林肯城淘汰出局。8月21日，球會以3-1的比分擊敗米禾爾，取得首場聯賽勝仗。2011年5月7日，球會雖然作客以2-1的比分擊敗冠軍昆士柏流浪，但是由於競爭對手諾定咸森林同樣擊敗對手，因此球會以3分的差距排名第7，僅僅失落參加升班附加賽的資格。接著，在2011/12球季，球會表現反覆，最終球季結束後排第14位。2012年2月18日，尼爾·禾諾克取代西蒙·加利臣成為球會領隊。11月21日，球會比海灣金融資本全面收購，肯·碧斯獲留任主席。
2012年以後數個球季，列斯聯均取得英冠聯賽中游成績，沒有護級威脅但亦沒有取得升班機會。2017年，意大利商人Radrizzani 購入列斯聯，並於2018年聘用前阿根廷國家足球隊領隊馬些路·比爾沙為列斯聯領隊。在2018-19年賽季，列斯聯在季中處於英冠榜首，但最終以83分取得英冠第三名，只取得升級附加賽資格，但在升班附加賽被打比郡淘汰，喪失返回英超機會。
2019-20年度球季，列斯聯長期位處聯賽榜首，至第45輪聯賽，聯賽第二位的西布朗及第三位的賓福特相繼敗陣，令尚有兩輪比賽的列斯聯提前鎖定取得英冠聯賽冠軍，來屆回升英超。
2020-21年球季，闊別英超十六年的列斯聯返回英超作賽，首場聯賽以3-4僅負於衛冕的利物浦，最後以英超第九名成績完成本季賽事，保留在英超作賽。
2021-22年球季，列斯聯陷入降班漩渦，比爾沙季中被炒，中途上任的傑西·馬希也未能有效帶領球隊脫困，直到最後一輪聯賽2-1客場擊敗布倫特福德，加上保級對手般尼不敵紐卡索聯，里茲聯以三分之差搶得英超第十七名驚險保級。
2022-23年球季，列斯聯再度陷入降班漩渦，馬希賽季中途黯然下課，球隊直到賽季尾聲才找來「大山姆」薩姆·阿勒代斯救火，但最終輪不敵熱刺後，只得聯賽第十九名，返回英超三年後降回英冠作賽。
2023-24年球季，儘管暑假歷經俱樂部易主導致動盪不安，新班主舊金山49人入主後的列斯聯旋即展現出重返英超之雄心，聘請兩度帶領諾域治取得英冠冠軍直升的「升級專家」丹尼爾·法爾克。該季英冠一度保持聯賽十五連不敗，有機會爭取直升資格，但在賽季尾聲接連失分，在最後兩場聯賽分別敗給昆士柏流浪和修咸頓後，列斯聯只取得英冠第三名，須轉戰升班附加賽爭取返回英超機會。列斯聯雖在升班附加賽準決賽以總比分4-0（客場0-0，主場4-0）淘汰諾維奇城晉級決賽，但在決賽卻以0-1不敵南安普頓，最後一席英超拱手讓人。
2024/25年球季，列斯聯捲土重來，整個賽季泰半時間都維持在直升區，與雪菲爾德聯和伯恩利兩支降級球隊呈三足鼎立之勢。第四十四輪，里茲聯在Joël Piroe上半場就上演大四喜的帶動下，主場6-0大破斯托克城，加上伯恩利隨後主場2-1戰勝雪菲爾德聯，里茲聯與伯恩利攜手鎖定直升名額。最後一輪，里茲聯客場2-1逆轉絕殺普利茅斯，拿下單季100分，並且以淨勝球優勢壓過伯恩利，時隔五年再奪英冠冠軍。

## 隊服
列斯聯在成立後的首十五年均是考照哈德斯菲爾德的藍白間條上衣、白褲子和在襪頭有藍白間隔的深藍色短襪子作為隊服款式，這是因為當時哈德斯菲爾德的主席希爾頓·哈爾弗試圖合併兩間球會的關係所致。最終，希爾頓·哈爾弗離開了哈德斯菲爾德並接掌了列斯聯。
1934年，列斯聯使用了藍黃中分的上衣、白褲子和配上黃色襪頭的藍襪作為隊服款式。這款隊服首次被穿上作賽是在1934年9月22日。列斯聯亦於1934年訂立了第一個會徽。1950年，列斯聯採用了藍色袖子和衣領的黃色上衣、黑褲和藍黃相間的襪子作為隊服款式。1955年，列斯聯採用了藍色袖子和衣領的黃色上衣、白褲和藍黃相間的襪子作為隊服款式。1961年，時任領隊唐·李維希望將列斯聯的隊服改為全白色，以期望球隊的成就能達到同以全白色作為隊服的皇家馬德里一樣。亦有說法指白色是球場上最顯眼的顏色。1964年，列斯聯正式使用了全白色的隊服為主體直至現在。

## 會徽

1984至1998年

列斯聯自成立於1919年後，會徽合共更換了9次。其中首個會徽是承繼列斯城的，這個會徽的意思是帝王和法律（for the king and the law）。在1971至1973年所使用的會徽被稱為手寫體（The Script），僅僅使用了列斯聯英文全名的分別首個字母，即LUFC（Leeds United Football Club），被視為其中一個最簡單的會徽。

首個會徽（1908至1960）

1973至1976年所使用的會徽是由列斯聯的縮寫所組成的，分別是L和U，由於組合起來有點像笑哈哈的圖案，所以稱為微笑（The Smiley）。1984至1998年的首次採用了列斯聯所位處的西約克郡的象徽—白玫瑰並加上足球作為會徽，這個會徽被稱為玫瑰和球（The Rose and Ball），它的出現影響了現在列斯聯會徽的設計，現在的會徽是由1999年開始使用，由1973至1976年的會徽加上一個盾形所組成的，被稱為玫瑰和球盾（The Rose and Ball Shield）。

## 球場

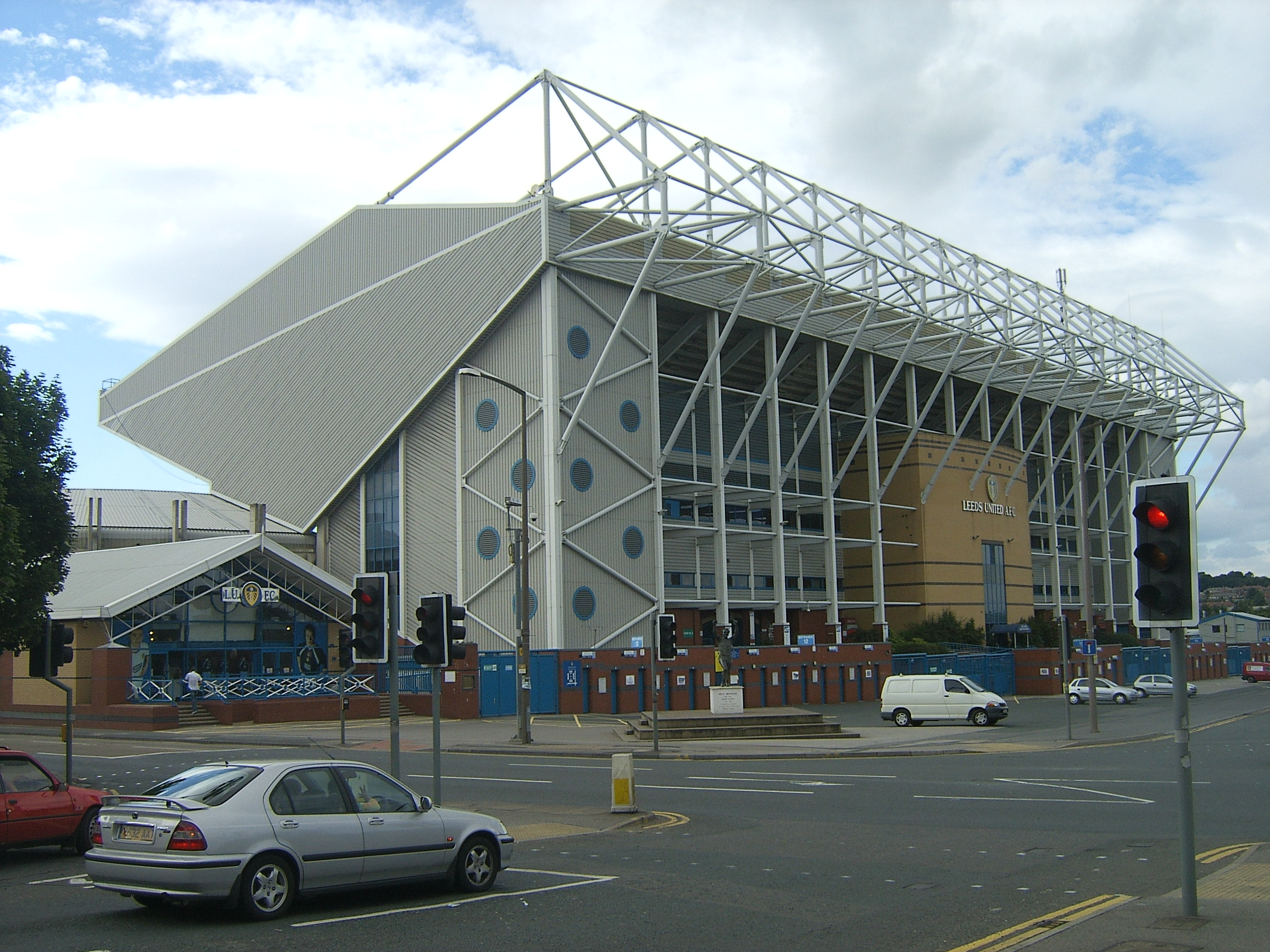
艾蘭路球場東看台

艾蘭路球場（英語：Elland Road）是列斯聯的主場，亦是西約克郡境內最大的球場，並且是英格蘭第十一大的球場。艾蘭路球場屢次作為足總盃的決賽場地， 並且在1996年歐洲國家盃被選為8個比賽場地之一。除了運動外，艾蘭路球場亦曾為多名歌手或組合的音樂會舉辦場地，包括皇后樂隊、U2、快樂星期一和凱撒首領等。艾蘭路球場一共分為四個看台，李維北看台、東看台、南看台和約翰查爾斯看台，總共容量達40,242。
索普拱門訓練場（英語：Thorp Arch），是列斯聯的訓練場和青訓基地。訓練場位於索普拱門村，類近韋瑟比，面積12.1公頃。訓練場分為三個部分：田莊（the Grange）、馬厩（the Barn）和訓練場地。目為為止，雖然沒有任何一部分是屬於列斯聯，但馬厩和訓練場地則是租借給球會。列斯聯現正與列斯市議會洽談有關重新購買訓練場的事宜。列斯聯U18和U16組別現在以訓練場作為他們的主場。

## 球迷
列斯聯的球迷很多時均會在比賽期間高唱《一起前進》（Marching On Together），又或者是我們是《冠軍，歐洲冠軍》（We Are The Champions, Champions Of Europe）、《列斯，列斯，列斯》（Leeds, Leeds, Leeds）和《光榮，光榮，列斯聯》（Glory, Glory, Leeds United）。另外，列斯聯的球迷亦有一種傳統的敬禮模式，稱為列斯致敬（Leeds Salute），當一些值得球迷們重視的人出現時，他們便會緊握拳頭至心臟位置。
列斯聯的球迷亦非常擁戴自己的球隊。前泰國教練彼得·列特在離任列斯聯領隊時曾經說過：「近30年來，我在觀看列斯聯對阿仙奴的賽事前，從未看過球迷們的支持可以去到這個程度，列斯聯的球迷真是無與倫比。」前任領隊大衛·奧拉利亦曾說過：「這裡有巨大的球迷基礎，而且他們總是不會離棄球會的。」。
足球流氓
列斯聯服務幫（英語：Leeds United Service Crew）是一個由英格蘭球會列斯聯有關連的球迷所組成的足球流氓組織。服務幫是英格蘭最惡名昭彰的足球流氓組織之一。1989年，服務幫曾衝擊史丹福橋球場的計分牌並破壞於牌上大部分的燈泡，最終導致計分牌不能顯示分數。2007年，列斯聯由於與葉士域治打成平手而很大機會降落英甲，這觸發了服務幫與大量列斯聯球迷衝入艾蘭路，當觀眾衝破四周的安全警衛線，球迷在場上追逐球員，繼而向葉士域治的球迷投擲火箭。在此之後，列斯聯、西約克郡警察和《約克郡晚報》刊登了麻煩製造者的照片，希望可以加以辨別。由此可知，服務幫是列斯聯成為英格蘭最受人討厭的球會的其中一個原因。

## 主要對手
列斯聯的主要對手是英超的曼聯。雖然列斯與曼徹斯特距離達40英里（64），但是維持傳統和強烈的感覺仍然可以在兩間足球會中體現到出來。
列斯聯和曼聯的競爭可以追溯至玫瑰戰爭，戰爭的起源是約克王朝和蘭開斯特王朝在1400年代為爭奪英格蘭王位寶座而引發的一連串內戰。戰爭中很多特別血腥的戰役備受後世爭議，尤其是離列斯僅15英里（24）發生的陶頓戰役，這場戰役被形容為英格蘭史上最血腥的戰役。適逢，兩間球會的主場球衣各自對應了歷史上兩個王朝玫瑰的顏色，列斯聯是白色球衣，類似約克白玫瑰；曼聯則是紅色球衣，就像蘭開夏紅玫瑰。
在過去，兩間球會的競爭並不局限在奧脫福球場和艾蘭路球場。1970年代是英國足球流氓的高峰期，兩間球會的敵對行動愈趨激烈，列斯聯的「服務幫」和曼聯的「紅軍」，這兩個在不列顛最惡名昭彰的足球流氓組織的打鬥在當時來說可算是司空見慣，組織在英國足球界一些最嚴重的暴力衝突中的行徑，令他們為人所知
1964/65球季，兩間球會在足總杯半準決賽打成平手。這場在希斯堡球場舉行的賽事，雙方球員都非常粗野—積·查爾頓和丹尼士·羅用拳猛擊對方並且在場上扭打，完全體現了賽事的情況，最終雙方0-0打和。約克郡郵報對此評論道：「雙方的表現就像一群狗為了骨頭而互相猛咬和吠叫著。」
1978年，祖·佐敦和哥頓·麥昆， 兩名當時最好的列斯聯球員被出售到曼聯。這對列斯聯球迷來說是很難決擇的，尤其哥頓·麥昆原本是球迷的寵兒。隨後的一季，當兩名球員對上了他們的前球會，哥頓·麥昆成為球迷的目標，球迷們向其報以噓聲和嘲笑他並向他扔擲物，當哥頓·麥昆為曼聯攻入頭球後，列斯聯的球迷都安靜下來。
兩間球會在場上之間的衝突仍然不斷發生，其中比較著名的是在1997年曼聯隊長萊·堅尼與艾利夫·夏蘭特的私人恩怨、2001年3月伊恩·夏迪與法比安·巴夫斯的衝突和2001年10月羅比·堅尼和大衛·碧咸的爭鬥。
1999/00球季，兩名列斯聯球迷在歐協盃對加拉塔沙雷的賽事舉行前被刺死。很多曼聯球迷因此前往艾蘭路球場向列斯聯球迷致以問候及悼念，甚至有報告說列斯聯球迷和曼聯球迷擁抱在一起，《獨立報》以「球迷忘記過往的競爭從悲傷中團結起來」（Old rivalries forgotten as fans unite in grief）的標題作報導。然而，當兩間球會在聯賽相遇時，一些曼聯球迷卻展示出赫然寫上「曼聯足球會，伊斯坦布爾，紅軍」（MUFC Istanbul Reds）和「加拉塔沙雷，紅軍」（Galatasaray Reds）的横幅。曼聯球迷展示這些橫幅是因為他們一直被嘲笑有關慕尼黑空難的事而作出的報復，但是這些橫幅卻激怒了列斯聯的球迷，他們反唇相譏高唱有關慕尼黑的歌曲，並且有報告指在賽事結束後座位被拆除。
由於雙方球迷互相敵視的關係，使到他們都會在比賽日歌唱與對方有關的歌曲。由於曼聯和列斯聯的之間的緊張關係，甚至連曼聯領隊亞歷斯·費格遜亦曾說過艾蘭路球場是歐洲足球界最駭人的地方。
2010年1月3日，列斯聯在奧脫福球場對曼聯的足總盃第三圈的賽事中，憑著謝美伊·碧福特在19分鐘的入球以1-0的比分爆冷淘汰對手。

## 青訓
自彼得·里茲代爾的時代起，列斯聯已經專注青訓並受到足球界的注視。球會青訓培養了不少有前途的青年，近年來英超四大豪門和其餘英超球會亦有涉獵。湯·泰禾和米高·活士轉投車路士。丹尼·路斯加盟熱刺。丹尼·禾特被保頓買入。勞基·加畢特（Luke Garbutt）在青年隊時便轉會至愛華頓。其他曾在一隊上陣的青訓球員，包括熱刺的艾朗·連儂和阿士東維拉的占士·米拿，他們同樣是英格蘭國腳。還有前英格蘭國腳阿倫·史密夫、新特蘭的馬菲·基加隆、澳洲國腳哈利·基維爾和阿士東維拉的法比安·迪夫等都是出身自列斯聯青訓。球會對青訓的重視，引起國際足協主席塞普·白禮達讚揚道：「列斯，一支我非常尊重的球會，它在這方面所作的努力值得受到讚揚。」

## 會歌
《一起前進》，也稱為《列斯！列斯！列斯！》（Leeds! Leeds! Leeds!））是一首著名的列斯聯歌曲，由利士·域特和巴利·瑪臣共同創作。這首歌第一次出現是在1972年足總杯決賽。此後在每場球賽開始前，列斯聯的球迷便會高唱這首歌，對於列斯聯球迷來說，這首歌是至高無上的，所以球迷們高唱這首歌時，都必須要站起來表示尊敬。
《光榮，光榮歸於列斯聯》是另一首著名的列斯聯歌曲，常與《一起前進》一起出現於艾蘭路球場。

## 擁有人及財政狀況
列斯聯的擁有人是列斯聯足球會有限公司，成立於2007年5月4日，主席是肯·碧斯。當畢馬威會計師行接管了當時負債纍纍的列斯聯不久後，便將列斯聯售予了列斯聯足球會有限公司。
2008年11月27日，列斯聯對外宣佈錄得盈餘約230萬英鎊，扣除營運開資後錄得90萬英鎊的盈餘。

## 文化
2006年8月17日，一本名為《玩轉列斯聯》的長篇小說出版。內容是關於1974年時，列斯聯由後來成為諾丁漢森林功勳主帥的著名教練白賴仁·哥洛夫短暫領軍44日期間的事蹟，後來被改編並登上了大銀幕，同樣叫作，由曾兩度獲奧斯卡金像獎提名的彼得·摩根擔任編劇，並於2009年3月在英國公映。

## 榮譽
| 榮譽                  | 次數  | 球季                                                            |       |       |       |
| 聯 賽                 | 聯 賽 | 聯 賽                                                           | 聯 賽 | 聯 賽 | 聯 賽 |
| --------------------- | ----- | --------------------------------------------------------------- | ----- | ----- | ----- |
| 甲組〈I〉聯賽 冠軍    | 3     | 1968/69球季、1973/74球季、1991/92球季                           |       |       |       |
| 甲組〈I〉聯賽 亞軍    | 5     | 1964/65球季、1965/66球季、1969/70球季、1970/71球季、1971/72球季 |       |       |       |
| 乙組〈II〉聯賽 冠軍   | 3     | 1923/24球季、1963/64球季、1989/90球季                           |       |       |       |
| 冠軍〈II〉聯賽 冠軍   | 2     | 2019/20球季、2024/25球季                                        |       |       |       |
| 乙組〈II〉聯賽 亞軍   | 3     | 1927/28球季、1931/32球季、1955/56球季                           |       |       |       |
| 甲組〈III〉聯賽 亞軍  | 1     | 2009/10球季                                                     |       |       |       |
| 杯 賽                 |       |                                                                 |       |       |       |
| 足總杯 冠軍           | 1     | 1972年                                                          |       |       |       |
| 足總杯 亞軍           | 3     | 1965年、1970年、1973年                                          |       |       |       |
| 聯賽杯 冠軍           | 1     | 1968年                                                          |       |       |       |
| 聯賽杯 亞軍           | 1     | 1996年                                                          |       |       |       |
| 慈善盾 冠軍           | 2     | 1969年、1992年                                                  |       |       |       |
| 足总青年杯 冠軍       | 2     | 1993年、1997年                                                  |       |       |       |
| 歐 洲 賽              |       |                                                                 |       |       |       |
| 歐洲冠軍杯 亞軍       | 1     | 1975年                                                          |       |       |       |
| 歐洲盃賽冠軍盃 亞軍   | 1     | 1973年                                                          |       |       |       |
| 國際城市博覽會杯 冠軍 | 2     | 1968年、1971年                                                  |       |       |       |
| 國際城市博覽會杯 亞軍 | 1     | 1967年                                                          |       |       |       |

## 球員名單（2025/26）
1. 粗體字為新加盟球員（青年隊提升不計）。
2. 2025年夏季轉會窗（英语：List of English football transfers summer 2025）：6月1日至10日，6月16日至9月1日。

### 目前效力
| 號碼  | 國籍       | 球員                               | 位置       | 年齡  | 加盟年份 | 前屬球會     | 轉會費    |
| 門 將 | 門 將      | 門 將                              | 門 將      | 門 將 | 門 將    | 門 將        | 門 將     |
| ----- | ---------- | ---------------------------------- | ---------- | ----- | -------- | ------------ | --------- |
| 1     | 巴西       | 盧卡斯·佩瑞（Lucas Perri）         | 門將       | 27    | 2025     | 里昂         | 1,385萬鎊 |
| 21    | 英格兰     | 阿歷士·卡利斯（Alex Cairns）       | 門將       | 32    | 2024     | 沙福特城     | 無透露    |
| 26    | 威尔士     | （Karl Darlow）                    | 門將       | 34    | 2023     | 纽卡斯尔联   | 35萬鎊    |
| -     | 法國       | （Illan Meslier）                  | 門將       | 25    | 2019     | 羅連安特     | 580萬鎊   |
| 後 衛 |            |                                    |            |       |          |              |           |
| 2     | 英格兰     | 積頓·（Jayden Bogle）              | 右閘／右翼 | 25    | 2024     | 谢菲尔德联   | 500萬鎊   |
| 3     | 瑞典       | （Gabriel Gudmundsson）            | 左后卫     | 26    | 2025     | 里爾         | 1,000萬鎊 |
| 5     | 荷兰       | （Pascal Struijk）                 | 中堅／防中 | 26    | 2018     | 阿積士       | 自由轉會  |
| 6     | 威尔士     | （Joe Rodon）                      | 中堅       | 27    | 2023     | 热刺         | 1,000萬磅 |
| 15    | 斯洛文尼亚 | 黎雅卡·比約爾（Jaka Bijol）        | 中堅       | 26    | 2025     | 乌迪内斯     | 1,540萬鎊 |
| 23    | 比利时     | （Sebastiaan Bornauw）             | 中后卫     | 26    | 2025     | 沃尔夫斯堡   | 515萬鎊   |
| 25    | 英格兰     | （Sam Byram）                      | 右閘／右翼 | 31    | 2023     | 诺维奇城     | 自由轉會  |
| 33    | 瑞士       | 艾薩克·奧薩（Isaac Schmidt）       | 左閘       | 25    | 2024     | 圣加仑       | 250萬鎊   |
| 中 場 |            |                                    |            |       |          |              |           |
| 4     | 威尔士     | （Ethan Ampadu）                   | 防守中場   | 24    | 2023     | 車路士       | 700萬鎊   |
| 7     | 威尔士     | （）                               | 右翼       | 27    | 2021     | 曼聯         | 2,500萬鎊 |
| 8     | 英格兰     | （Sean Longstaff）                 | 正中場     | 27    | 2025     | 纽卡斯尔联   | 1,200萬鎊 |
| 11    | 美国       | （Brenden Aaronson）               | 進攻中場   | 24    | 2022     | 薩爾斯堡紅牛 | 2,470萬鎊 |
| 18    | 德国       | （Anton Stach）                    | 防守中场   | 26    | 2025     | 賀芬咸       | 1,730萬鎊 |
| 22    | 日本       | 田中碧（Ao Tanaka）                | 正中場     | 26    | 2024     | 杜塞尔多夫   | 340萬鎊   |
| 38    | 英格兰     | （Jack Harrison）                  | 翼鋒       | 28    | 2018     | 曼城         | 1,100萬鎊 |
| 44    | 保加利亚   | 伊利亞·格魯耶夫（Ilia Gruev）      | 防守中場   | 25    | 2023     | 雲達不萊梅   | 400萬鎊   |
| -     | 英格兰     | （Darko Gyabi）                    | 正中場     | 21    | 2022     | 曼城青年隊   | 500萬鎊   |
| 前 鋒 |            |                                    |            |       |          |              |           |
| 9     | 英格兰     | 多米尼克·卡爾弗特-盧因（Dominic Calvert-Lewin） | 中鋒       | 28    | 2025     | 愛華頓       | 自由轉會  |
| 10    | 荷兰       | （Joël Piroe）                     | 中鋒       | 26    | 2023     | 斯旺西城     | 1,200萬鎊 |
| 14    | 德国       | 卢卡斯·尼美查（Lukas Nmecha）            | 中鋒       | 26    | 2025     | 沃尔夫斯堡   | 自由轉會  |
| 17    | 比利时     | 拉吉·拉馬扎尼（Largie Ramazani）   | 左翼       | 24    | 2024     | 阿爾梅里亞   | 1,020萬鎊 |
| 29    | 義大利     | （Wilfried Gnonto）                | 右翼       | 21    | 2022     | 蘇黎世       | 400萬鎊   |
| -     | 英格兰     | （Sam Greenwood）                  | 前鋒／右翼 | 23    | 2020     | 阿仙奴       | 150萬鎊   |
| -     | 英格兰     | （Patrick Bamford）                | 中鋒／翼鋒 | 31    | 2018     | 米杜士堡     | 1,000萬鎊 |
| -     | 瑞士       | （Noah Okafor）                    | 中鋒       | 25    | 2025     | AC米兰       |           |

1. ↑  租借一季(19/20)後買斷
2. ↑  租借一季(23/24)後買斷
3. ↑  另浮動條款300萬鎊
4. ↑  租借三季(18/19、19/20、20/21)後買斷
5. ↑  另浮動條款400萬鎊

### 外借球員
| 號碼             | 國籍             | 球員                        | 位置             | 年齡             | 加盟年份         | 外借球會         | 外借球季         |
| 2025年夏季轉會窗 | 2025年夏季轉會窗 | 2025年夏季轉會窗            | 2025年夏季轉會窗 | 2025年夏季轉會窗 | 2025年夏季轉會窗 | 2025年夏季轉會窗 | 2025年夏季轉會窗 |
| ---------------- | ---------------- | --------------------------- | ---------------- | ---------------- | ---------------- | ---------------- | ---------------- |
| 19               | 西班牙           | 馬特奧·約瑟（Mateo Joseph） | 中鋒             | 21               | 2022             | 馬略卡           | 25/26球季        |
| 30               | 英格兰           | （Joe Gelhardt）            | 前鋒             | 23               | 2020             | 侯城             | 25/26球季        |
| 39               | 奥地利           | （Maximilian Wöber）        | 中堅             | 27               | 2023             | 雲達不萊梅       | 25/26球季        |

### 離隊球員
1. 『*』為先租出一季或半季後售出。

| 號碼             | 國籍             | 球員                         | 位置             | 年齡             | 加盟年份         | 加盟球會         | 轉會費           |
| 2025年夏季轉會窗 | 2025年夏季轉會窗 | 2025年夏季轉會窗             | 2025年夏季轉會窗 | 2025年夏季轉會窗 | 2025年夏季轉會窗 | 2025年夏季轉會窗 | 2025年夏季轉會窗 |
| ---------------- | ---------------- | ---------------------------- | ---------------- | ---------------- | ---------------- | ---------------- | ---------------- |
| 3                | 多明尼加         | （Junior Firpo）             | 左閘             | 28               | 2021             | 贝蒂斯           | 自由轉會         |
| 8                | 英格兰           | （Joe Rothwell）             | 正中場           | 30               | 2024             | 伯恩茅斯         | 租借歸還         |
| 14               | 以色列           | （Manor Solomon）            | 左翼             | 26               | 2024             | 托特纳姆热刺     | 租借歸還         |
| 16               | 英格兰           | 桑尼·柏金斯（Sonny Perkins） | 前鋒             | 21               | 2022             | 奧連特           | 待查*            |
| 23               | 法國             | （Josuha Guilavogui）        | 防守中場         | 34               | 2024             | 自由球員         | 自由轉會         |
| 25               | 丹麦             | （Rasmus Kristensen）        | 右後衛           | 28               | 2022             | 法兰克福         | 500萬鎊*         |

## 著名球星
- 波比·哥連斯，1965年英格蘭FWA足球先生得主[118]
（1962-1967）
- 尼祖·馬田，自1992年至2002年間均為英格蘭國門，並曾參與1998年世界盃和2002年世界盃。
（1996-2003）[來源請求]
- 鄧肯·麥堅時，1975至76球季列斯聯的首席射手[119]。
（1974-1976）
- 東尼·耶保亞，1994/95和1995/96兩季的列斯聯首席射手。
（1995-1997）[來源請求]
- 米高·布歷捷斯，1999/00球季的列斯聯首席射手。
（1999-2004）[來源請求]
- 伊恩·拜特，1985/86和1986/87兩季的列斯聯首席射手。
（1985–1987）[來源請求]

## 歷來最佳陣容
在2006年4月10日，列斯聯在艾蘭路球場舉行「列斯聯歷來最佳陣容頒獎晚宴」（The Greatest Ever Leeds United Team Awards Dinner），獲選的陣容如下：
| 1  | 英格兰 | 门将 | 尼祖·馬田（1996-2003）              |
| 2  | 英格兰 | 后卫 | 保罗·利尼（1962-1977）              |
| 3  | 英格兰 | 后卫 | （1964-1975）                       |
| 4  | 蘇格蘭 | 中场 | 比利·布藍拿（1960-1976）            |
| 5  | 英格兰 | 后卫 | 杰克·查尔顿（1953-1973）            |
| 6  | 英格兰 | 后卫 | 諾曼·亨特（1962-1976）              |
| 7  | 蘇格蘭 | 中场 | 彼得·羅利馬（1962-1979，1983-1986） |
| 8  | 英格兰 | 前锋 | 阿倫·奇勒（1969-1978）              |
| 9  | 威尔士 | 前锋 | 约翰·查尔斯（1949-1957，1962）      |
| 10 | 爱尔兰 | 中场 | 尊尼·基路士（1963-1975）            |
| 11 | 蘇格蘭 | 中场 | 艾迪·格雷（1965-1984）              |

## 歷任領隊
| 國籍       | 姓名                                    | 在任期間  |
| ---------- | --------------------------------------- | --------- |
| 英格兰     | 迪·維                                   | 1919-1920 |
| 英格兰     | 亞瑟·花哥夫                             | 1920-1927 |
| 英格兰     | 迪·維                                   | 1927-1935 |
| 英格兰     | 比利·漢臣                               | 1935-1947 |
| 英格兰     | 韋利斯·愛德華                           | 1947-1948 |
| 英格兰     | 法蘭·巴克利                             | 1948-1953 |
| 英格兰     | 賴奇·卡特                               | 1953-1958 |
| 英格兰     | 韋利斯·愛德華（代理領隊）               | 1958      |
| 英格兰     | 比爾·蘭本                               | 1958-1959 |
| 英格兰     | 積·泰萊                                 | 1959-1961 |
| 英格兰     | 唐·李維                                 | 1961-1974 |
| 英格兰     | 白賴仁·哥洛夫                           | 1974      |
| 英格兰     | 占美·岩菲路                             | 1974-1978 |
| 英格兰     | 澤克·史甸                               | 1978      |
| 英格兰     | 占美·亞當臣                             | 1978-1980 |
| 英格兰     | 大衛·馬雲頓（代理領隊）                 | 1980      |
| 英格兰     | 阿倫·奇勒                               | 1980-1982 |
| 苏格兰     | 艾迪·格雷                               | 1982-1985 |
| 英格兰     | 彼得·君比（代理領隊）                   | 1985      |
| 苏格兰     | 比利·布藍拿                             | 1985-1988 |
| 英格兰     | 諾曼·亨特                               | 1988      |
| 英格兰     | 侯活·韋健遜 (Howard Wilkinson)          | 1988-1996 |
| 苏格兰     | 佐治·格拉咸 (George Graham)             | 1996-1998 |
| 爱尔兰     | 大衛·奧拉利 (David O'Leary)             | 1998-2002 |
| 英格兰     | 泰利·雲拿保斯 (Terry Venables)          | 2002-2003 |
| 英格兰     | 彼得·列特 (Peter Reid)                  | 2003      |
| 苏格兰     | 艾迪·格雷（代理領隊）                   | 2003-2004 |
| 英格兰     | 奇雲·布力維爾 (Kevin Blackwell)         | 2004-2006 |
| 英格兰     | 約翰·卡佛（代理領隊）                   | 2006      |
| 英格兰     | 大衛·吉蒂斯（代理領隊）                 | 2006      |
| 英格兰     | 丹尼斯·韋斯 (Dennis Wise)               | 2006-2008 |
|            | 根·威廉斯（代理領隊）                   | 2008      |
| 苏格兰     | 加利·麥亞里士打 (Gary McAllister)       | 2008      |
| 英格兰     | 西蒙·加利臣 (Simon Grayson)             | 2008-2012 |
| 英格兰     | 尼爾·韋法昂（代理領隊）                 | 2012      |
| 英格兰     | 尼爾·禾諾克 (Neil Warnock)              | 2012-2013 |
| 英格兰     | 尼爾·韋法昂（代理領隊）                 | 2013      |
| 英格兰     | 白賴仁·麥達莫 (Brian McDermott)         | 2013-2014 |
| 英格兰     | 戴夫·霍克蒂 (Dave Hockaday)             | 2014      |
| 英格兰     | 尼爾·韋法昂（代理領隊）                 | 2014      |
| 斯洛維尼亞 | (Darko Milanič)                         | 2014      |
| 英格兰     | 尼爾·韋法昂 (Neil Redfearn)             | 2014-2015 |
| 東德 德国  | 烏韋·勒斯勒爾 (Uwe Rösler)              | 2015      |
| 苏格兰     | 史提夫·伊雲斯 (Steve Evans)             | 2015-2016 |
| 英格兰     | 加里·蒙克 (Gary Monk)                   | 2016-2017 |
| 丹麦       | 托馬斯·克里斯騰森 (Thomas Christiansen) | 2017-2018 |
| 英格兰     | 保羅·赫京博頓 (Paul Heckingbottom)      | 2018      |
| 阿根廷     | 馬塞洛·貝爾薩 (Marcelo Bielsa)          | 2018-2022 |
| 美国       | 傑西·馬希 （Jesse Marsch）              | 2022-2023 |
| 英格兰     | 邁克爾·斯庫巴拉（代理領隊）             | 2023      |
| 西班牙     | 哈維·格拉西亞                           | 2023      |
| 英格兰     | 薩姆·阿勒代斯                           | 2023      |
| 德国       | 丹尼爾·法爾克                           | 2023-現任 |

## 紀錄
列斯聯成立自1919年後，一直締造了不少紀錄。球隊方面，列斯聯曾經在1969年9月在歐冠盃第一輪首回合對利恩的賽事中，以10-0擊敗對手，是目前為止球隊最大比分取勝紀錄，最大比分落敗紀錄則是在1934年8月在甲級賽事對史篤城的賽事中以1-8落敗，列斯聯亦曾在1931年9月26日至1931年11月21日期間造出了9連勝的紀錄，是目前為止最長的連勝紀錄，最長的連敗紀錄則是在1947年4月26日至1947年5月26日的6連敗。球員方面，彼得·羅利馬是進球次數最多的球員，積·查爾頓則是最出場次數最多的球員，單季進球最多的球員則是約翰·查爾斯，最高轉會費收入和支出的球員均是里奧·費迪南。

## 外部連結
- 列斯聯官方網站 （页面存档备份，存于）（英文）
- Leeds Fans （页面存档备份，存于）（英文）
- Leeds Utd Mad （页面存档备份，存于）（英文）
- Loiners of Leeds United （页面存档备份，存于） （英文）